# Andrzej Kozioł (polityk)
Andrzej Józef Kozioł (ur. 19 września 1952 w Krośnie) – polski polityk, samorządowiec, poseł na Sejm III kadencji.

## Życiorys
Jest absolwentem Technikum Mechanicznego w Krośnie (1978) i Wyższej Szkoły Administracji i Zarządzania w Przemyślu. Od lat 80. związany z „Solidarnością”, był m.in. zastępcą przewodniczącego w zarządzie Regionu Podkarpacie. Pracował jako nauczyciel. Następnie pełnił funkcję posła III kadencji wybranego z listy Akcji Wyborczej Solidarność, w 2001 bezskutecznie ubiegał się o reelekcję.
Po zakończeniu pracy w parlamencie został zatrudniony w Konsorcjum Olejów Przepracowanych – Organizacja Odzysku S.A. w Jedliczu na stanowisku głównego specjalisty.
Był wiceprzewodniczącym rady miasta Krosno w latach 1994–1998, ponownie zajmował to stanowisko od 2006 do 2010, kiedy to nie uzyskał reelekcji w wyborach samorządowych (nie zdobył mandatu również w 2014). Zasiadał także w sejmiku podkarpackim I kadencji.
Został członkiem Ruchu Światło-Życie i Akcji Katolickiej. Działał w Ruchu dla Rzeczypospolitej (był ostatnim przewodniczącym tej partii), PPChD i SKL-RNP. Następnie przystąpił do Prawa i Sprawiedliwości.